# 三狮之歌
三狮之歌（Three Lions），也被称为“ It's Coming Home ”或“ Football's Coming Home ”，是英国喜剧演员大卫·巴迪尔和弗兰克·斯金纳以及摇滚乐队闪电种子創作的歌曲。它于1996年5月20日发布，以纪念当年英格兰主办的欧洲足球锦标赛以及東道主英格蘭足球代表隊。